# 해남이크누스

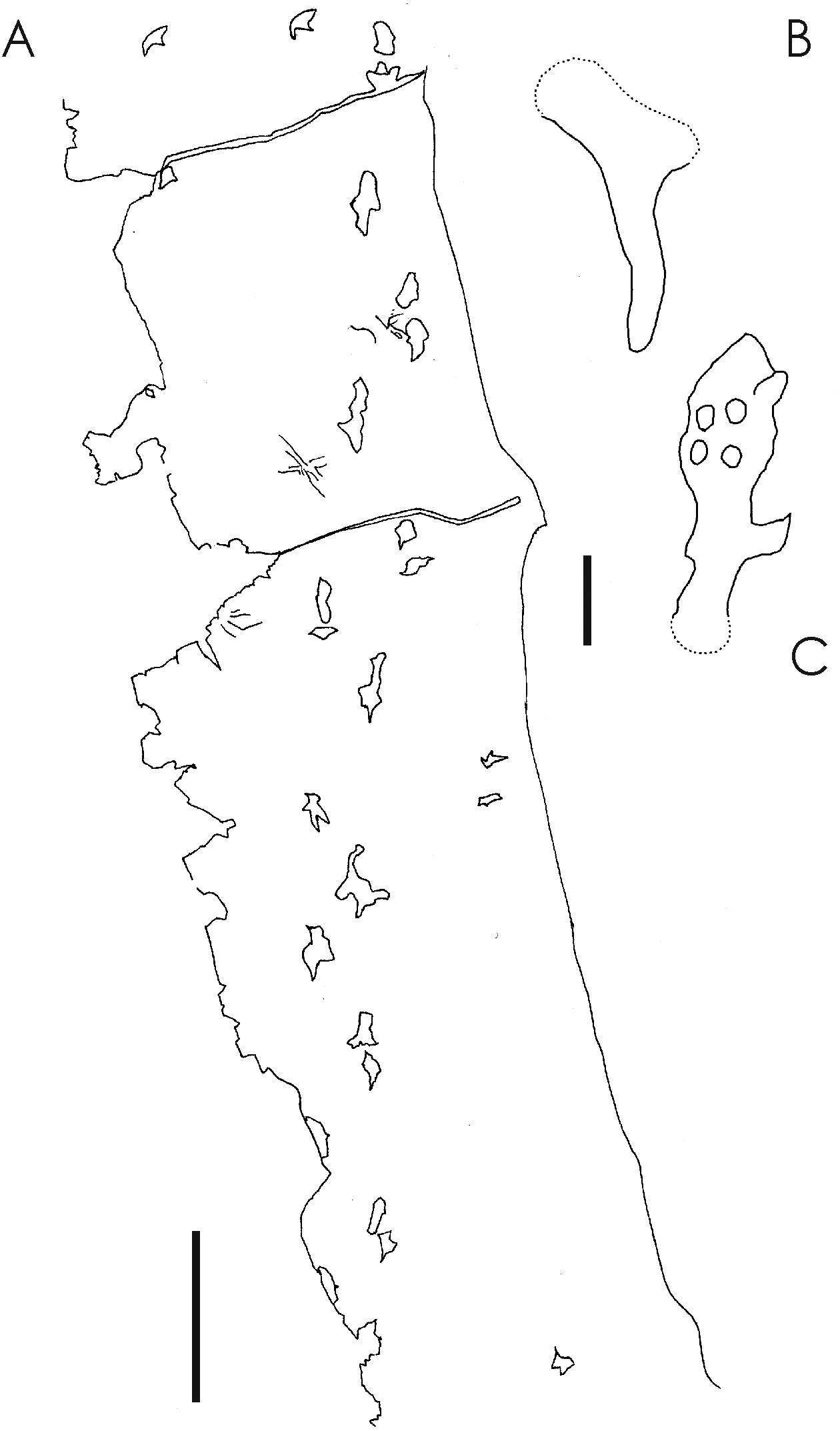
전라남도 해남군에서 발견된 익룡의 발자국 화석

해남이크누스 우항리엔시스(Haenamichnus uhangriensis)는 전라남도 해남군 황산면 우항리 지역에서 발견된 아즈다르코과 익룡 발자국 화석이다. 아시아에서는 최초이며 전 세계에서는 7번째로 발견된 익룡 발자국 화석으로, 발견 당시에는 가장 큰 익룡 발자국으로 평가된 바 있다. 2002년 황구근 등에 의해 영국의 지질학 학술지인 ‘지올로지컬 저널’(Geological Journal)에 기재되었다. 이름의 의미는 해남에서 발견된 발자국 이란 뜻이다. 백악기 후기(8100만 년 전 ~ 7900만년 전)에 서식했다. 가장 거대한 발자국은 상당히 거대한 개체의 것으로 추정되는데, 이 개체는 날개폭이 10m, 키가 3m, 몸무게가 145kg에 달했다고 추정된다.

## 기타
EBS의 3부작 다큐멘터리 “한반도의 공룡”에 등장하였다. 여기에서는 새로운 익룡의 종으로 나오는 오류가 있었다.

## 같이 보기
- 해남 우항리 공룡, 익룡 및 새 발자국화석 산지